# 디뎀 카라겐치
디뎀 카라겐치(튀르키예어: Didem Karagenç, 1993년 10월 16일 ~ )는 튀르키예의 여자 축구 선수로, 포지션은 수비수이다. 현재 카든라르 1. 푸트볼 리기의 베식타시 JK에서 활동하고 있다.

## 클럽 경력
디뎀 카라겐치는 터키 앙카라 출신이며 학교에서 체육 및 스포츠 교사로 근무했다. 2004년 4월 27일부터 2007년 1월까지 사카리아 예니켄트 귀네슈스포르	소속으로 활동했지만 터키에서는 카든라르 1. 푸트볼 리기가 한동안 열리지 않았다.
2007년에 카든라르 1. 푸트볼 리기가 재개되면서 앙카라를 연고로 하는 여자 축구 클럽인 가지 위니베르시테시스포르에 입단했다. 가지 위니베르시테시스포르에서 활동하던 동안에는 70경기에 출전하여 32골을 기록했고 팀의 카든라르 1. 푸트볼 리기 3회 우승에 기여했다. 2012-13 시즌에 이즈미르를 연고로 하는 여자 축구 클럽인 코나크 벨레디예스포르로 이적했고 2013-14 시즌에서는 팀의 UEFA 여자 챔피언스리그 결선 토너먼트 진출에 기여했다.
2015년 10월에는 이스탄불을 연고로 하는 여자 축구 클럽인 베식타쉬 JK로 이적했고 2015-16 시즌에서 팀의 카든라르 2. 푸트볼 리기 준우승과 카든라르 1. 푸트볼 리기 승격에 기여했다.

## 국가대표 경력
2008년부터 2010년까지 터키 여자 U-17 축구 국가대표팀 선수로 활동하면서 16경기에 출전하여 2골을 기록했으며 2009년부터 2012년까지 터키 여자 U-19 축구 국가대표팀 선수로 활동하면서 32경기에 출전하여 1골을 기록했다. 2009년 4월 15일에 열린 벨라루스와의 친선 경기에 처음 출전하면서 터키 여자 축구 국가대표팀 선수로 데뷔했다.

## 수상
가지 위니베르시테시스포르
- 카든라르 1. 푸트볼 리기 3회 우승 (2006-07, 2007-08, 2009-10)
- 카든라르 1. 푸트볼 리기 1회 3위 (2008-09)

코나크 벨레디예스포르
- 카든라르 1. 푸트볼 리기 3회 우승 (2012-13, 2013-14, 2014-15)

베식타쉬 JK
- 카든라르 1. 푸트볼 리기 1회 우승 (2018-19)
- 카든라르 1. 푸트볼 리기 2회 준우승 (2016-17, 2017-18)
- 카든라르 2. 푸트볼 리기 1회 준우승 (2015-16)